# Hours (álbum)
Hours (estilizado como 'hours…') é o vigésimo primeiro álbum de estúdio do cantor inglês David Bowie. Foi lançado em 4 de outubro de 1999 pela Virgin Records, sendo o último álbum de Bowie com o sub-selo da EMI. Foi o primeiro álbum de um artista de grande porte a ser disponibilizado completamente em download na Internet. Seu lançamento virtual precedeu o físico em duas semanas.
Hours foi o primeiro álbum de estúdio de Bowie desde The Rise and Fall of Ziggy Stardust and the Spiders from Mars, de 1972, a não chegar ao top 40 americano, atingindo o a posição n°47.

## Desenvolvimento do álbum
Bowie e Reeves Gabrels compuseram para Hours e para o vídeo-game Omikron: The Nomad Soul ao mesmo tempo. De acordo com Gabrels, eles organizaram sessões especiais de composição para a música desses projetos, e depois gravaram demos em estúdios nas Bermudas e em Paris. O próprio Gabrels escreveu mais de três horas de faixas instrumentais para o jogo (juntamente com faixas que ele e Bowie haviam escrito juntos). Gabrels descreveu estas faixas como "mais eletrônicas e agressivas em caráter do que o álbum Hours" e sugeriu que um álbum instrumental de Omikron: The Nomad Soul seria lançado em 2000.
Hours foi pensado como um álbum de trilha sonora para Omikron até junho de 1999. No jogo, lançado pela Eidos Interactive cerca de um mês após o álbum, Bowie atuou como um personagem chamado Boz, enquanto Iman, sua mulher, aparecia como uma "encarnável" que apresentava a "reencarnação virtual". Além disso, Bowie, ao lado de Gabrels e Gail Ann Dorsey, aparecia como "The Dreamers", uma banda virtual que tocava em bares pela Omikron City. Personagens do jogo também podiam comprar um álbum virtual que poderiam ouvir em seus apartamentos. Omikron: The Nomad Soul incluía oito faixas, sendo que todas estavam em Hours ("We All Go Through" somente como faixa extra da versão japonesa, mas também como o lado B de um single e no disco bônus da reedição de 2005). Numa conferência de imprensa da E3, Bowie falou sobre seu trabalho na trilha sonora:
Eu me afastei diretamente do som industrial das músicas de jogo. Minha prioridade, ao compor para Omikron, era criar um sub-texto emocional. Parece-me que Reeves e eu conseguimos fazer isso. Ambos trabalhamos muito perto da Quantic Dream para criar oito novas faixas para o jogo.
O jogo também incluía trinta e quatro "Canções Instrumentais", das quais vinte e seis eram escritas e tocadas por Gabrels e oito por Gabrels e Bowie. Metade das instrumentais de Bowie e Gabrels eram "versões fáceis de ouvir" de algumas canções vocais. Algumas das outras faixas instrumentais seriam desenvolvidas e lançadas como Lados B. Por exemplo, "Awakened 2" é uma versão instrumental de "No One Calls" e "Thrust" seria "1917". Somente três faixas de Hours não vieram de Omikron: "If I'm Dreaming My Life", "What's Really Happening" e "Brilliant Adventure" (embora esta última seja considerada uma música secundária do jogo).
Para instigar interesse no álbum, uma competição de "canções cibernéticas" foi realizada no site pessoal de Bowie, BowieNet, para criar a letra do que, no época, era uma versão instrumental de "What's Really Happening". A letra vencedora apareceria em Hours. O vencedor da competição, Alex Grant, ganhou também uma viagem para os Looking Glass Studios (de Philip Glass), em 24 de maio de 1999, para assistir a Bowie gravando os vocais finais da faixa, durante um Webcast ao vivo. Lá, Grant contribuiu cantando os backing vocals da canção, juntamente com um amigo que o acompanhara.
O título original do álbum seria The Dreamers, o mesmo da última faixa do álbum.

## Capa do álbum
A capa do álbum, criada por Rex Ray e com fotografia de Tin Bret Day e Frank Ockenfels, retrata a persona de Bowie do seu projeto anterior, Earthling, com cabelo curto, cansada, descansando nos braços de uma versão mais juvenil de Bowie, com cabelo comprido. De fato, Hours é considerado um álbum muito mais "jovem" que seu antecessor, com inúmeras referências a partes anteriores da carreira de Bowie (particularmente o início dos anos 1970). No lançamento original do álbum, algumas cópias tinham uma versão lenticular da capa, dando um efeito tridimensional à imagem.

## Recepção da crítica
| Críticas profissionais                                                      | Críticas profissionais |
| Avaliações da crítica                                                       | Avaliações da crítica  |
| Fonte                                                                       | Avaliação              |
| --------------------------------------------------------------------------- | ---------------------- |
| Allmusic                                                                    | [ 10 ]                 |
| Pitchfork Media                                                             | 4.7/10                 |
| Esta tabela precisa de ser acompanhada por texto em prosa. Consulte o guia. |                        |

Stephen Thomas Erlewine, crítico sênior da AllMusic, escreveu: "pode não ser um dos clássicos de Bowie, mas é uma obra de um músico magistral que começou a apreciar seu ofício novamente e não tem medo de deixar as coisas se desenvolverem naturalmente." O crítico Greg Tate, da Rolling Stone, descreveu o disco como "um álbum que melhora a cada vez que se escuta" e "confirmação adicional da observação de Richard Pryor de que eles os chamam de velhos homens sábios porque todos os jovens homens sábios estão mortos". Igualmente impressionada, a Alternative Press descreveu Hours como "uma obra-prima", acrescentando que o álbum "mostra Bowie voltando ao básico de que nunca deveria ter saído".
Ryan Schreiber, da Pitchfork, criticou o álbum, dizendo: "Hours opta por uma sonoridade desorientada, mas de adult-contemporary, que se encontra com toda a vitalidade e a energia de um tronco apodrecido." Schreiber afirmou: "Não, não é um novo ponto baixo, mas isso não significa que não é desconcertante." Escrevendo para a Select, John Mullen considerou o álbum um avanço em relação a Earthling, mas comparou Bowie a uma versão "mais elevada" de Sting e concluiu: "Até no exorcismo pessoal de 'Seven' há uma falta de urgência que sugere que o 'confessional' é só mais um estilo que Bowie está experimentando."

## Lançamentos
Uma edição com faixas adicionais foi lançada em 2004. Em janeiro de 2005, a ISO Records, o novo selo de Bowie, relançou Hours como um conjunto de dois CDs, sendo o segundo disco uma coletânea de remixes, versões alternativas e Lados B de singles.

## Faixas
1. "Thursday's Child" – 5:24
2. "Something in the Air" – 5:46
3. "Survive " – 4:11
4. "If I'm Dreaming My Life" – 7:04
5. "Seven " – 4:04
6. "What's Really Happening? " - 04:10
7. "The Pretty Things Are Going to Hell " – 4:40
8. "New Angels of Promise" – 4:35
9. "Brilliant Adventure" – 1:54
10. "The Dreamers " – 5:14
11. "We All Go Through " (faixa bônus lançada apenas no Japão)

### Relançamento (2005)
Disco um
1. "Thursday's Child" – 5:24
2. "Something in the Air" – 5:46
3. "Survive" – 4:11
4. "If I'm Dreaming My Life" – 7:04
5. "Seven" – 4:04
6. "What's Really Happening?"
7. "The Pretty Things Are Going to Hell" – 4:40
8. "New Angels of Promise" – 4:35
9. "Brilliant Adventure" – 1:54
10. "The Dreamers" – 5:14

Disco dois
1. "Thursday's Child" (Rock Mix) – 4:29
2. "Thursday's Child" (Omikron: The Nomad Soul Slower Version) – 5:35
3. "Something in the Air" (American Psycho Remix) – 6:03
4. "Survive" (Marius De Vries Mix) – 4:18 "Survive" (Marius De Vries Mix) - 4:18
5. "Seven" (Demo) – 4:07 "Seven" (Demo) - 4:07
6. "Seven" (Marius De Vries Mix) – 4:13
7. "Seven" (Beck Mix #1) – 3:46
8. "Seven" (Beck Mix #2) – 5:14
9. "The Pretty Things Are Going to Hell" (Edit) – 4:00
10. "The Pretty Things Are Going to Hell" (Stigmata Film Version) – 4:49
11. "The Pretty Things Are Going to Hell" (Stigmata Film Only Version) – 4:00
12. "New Angels of Promise" (Omikron: The Nomad Soul Version) – 4:38
13. "The Dreamers" (Omikron: The Nomad Soul Longer Version) – 5:43
14. " 1917 " – 3:29
15. " We Shall Go to Town " – 3:55
16. " We All Go Through " – 4:11
17. " No One Calls " – 3:50

## Singles
| Título                                | Lançamento                                        |
| ------------------------------------- | ------------------------------------------------- |
| "Thursday's Child"                    | 20 de setembro, 1999                              |
| "The Pretty Things Are Going to Hell" | 14 de outubro de 1999 (Austrália e Japão somente) |
| "Survive"                             | 24 de Janeiro de 2000                             |
| "Seven"                               | 17 de julho de 2000                               |

## Créditos
- Produtores:
  - David Bowie
  - Reeves Gabrels
- Mixagem:
  - Mark Plati
- Masterização:
  - Andy VanDette
- Gravação adicional:
  - Kevin Paul
- Músicos:
  - David Bowie: vocais, teclado, violão de doze cordas, programação de bateria em Roland 707
  - Reeves Gabrels: guitarra e violões de seis e dozes cordas, loops de bateria and programação, sintetizador
  - Mark Plati: baixo, guitarra e violão de doze cordas, sintetizador e programação de bateria, mellotron em "Survive"
  - Mike Levesque: bateria
  - Sterling Campbell: bateria em "Seven", "New Angels of Promise" e "The Dreamers"
  - Chris Haskett: guitarra rítmica em "If I'm Dreaming My Life"
  - Everett Bradley: percussão em "Seven"
  - Holly Palmer: backing vocals em "Thursday's Child"